# توپخانه میدانی

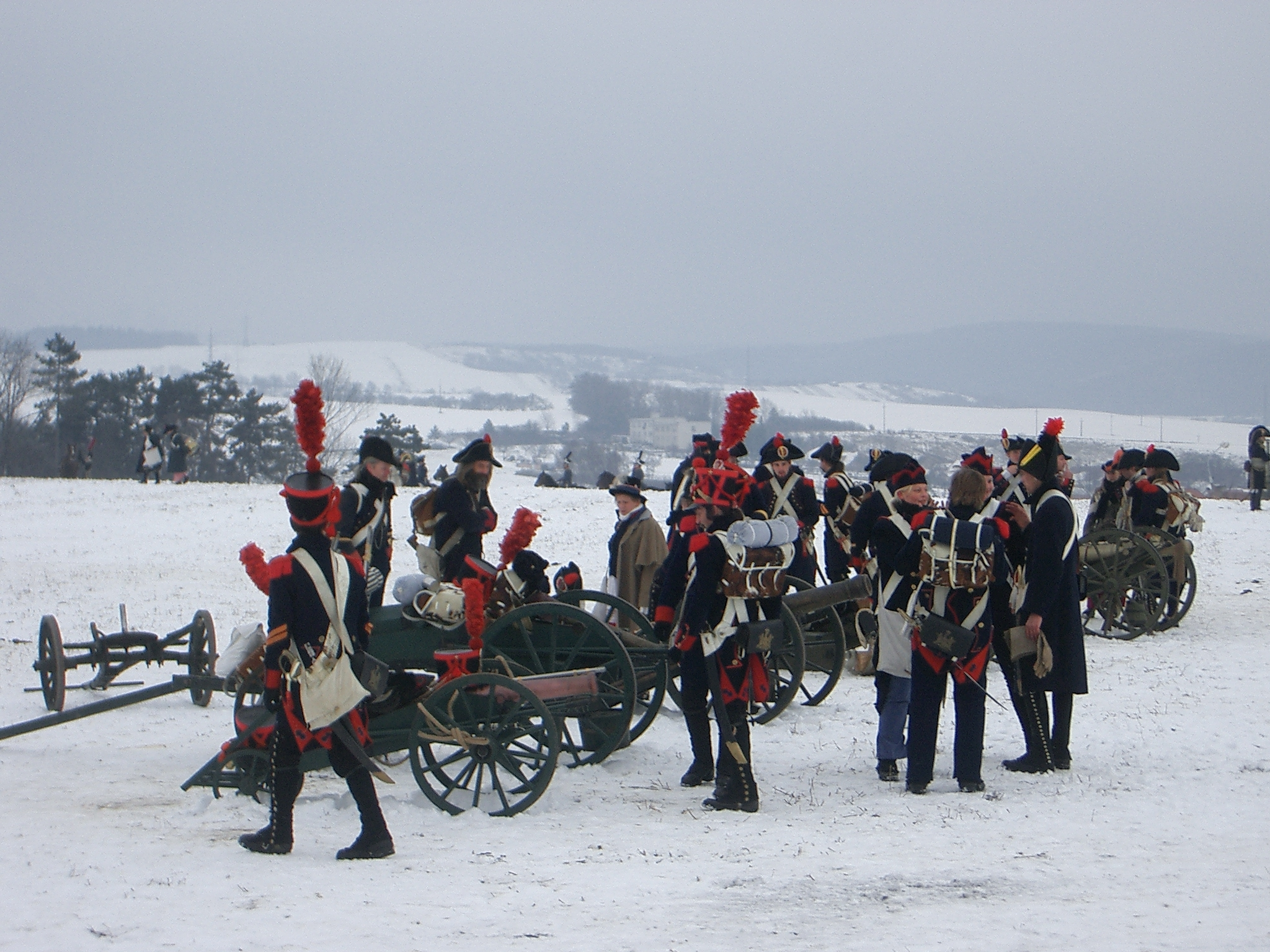
توپخانه ناپلئونی فرانسه، نوعی توپخانه میدانی. عکس گرفته شده در طول بازسازی دویستمین سالگرد نبرد استرلیتز در سال ۱۸۰۵.

توپخانه میدانی (انگلیسی: Field artillery) یا توپخانه صحرایی نوعی توپخانه متحرک است که برای پشتیبانی از نیروهای زمینی در میدان نبرد استفاده می‌شود. این سلاح‌ها برای تحرک، مهارت تاکتیکی، درگیری با اهداف در برد کوتاه، برد بلند و برد بسیار دور تخصص دارند.
تا اوایل قرن بیستم، توپخانه صحرایی به عنوان توپخانه پیاده نیز شناخته می‌شد، زیرا در حالی که توپ‌ها توسط حیوانات باربر (اغلب اسب‌ها) کشیده می‌شدند، خدمه توپ معمولاً پیاده راهپیمایی می‌کردند و بنابراین پشتیبانی آتش را عمدتاً برای نیروی پیاده‌نظام فراهم می‌کردند. این نوع توپخانه در تضاد با توپخانه اسبی بود که تأکید آن بر سرعت در حین پشتیبانی از واحدهای سواره‌نظام، توپ‌های سبک‌تر و خدمه سوار بر اسب را ضروری می‌کرد.
در حالی که توپخانه اسبی توسط توپخانه خودکششی جایگزین شده است، توپخانه میدانی تا به امروز هم از نظر نام و هم از نظر مأموریت باقی مانده است، البته با وسایل نقلیه موتوری که توپ‌ها را یدک می‌کشند (این چیدمان توپخانه یدک‌کشی اغلب توپخانه متحرک نامیده می‌شود)، که خدمه را حمل و مهمات را جابجا می‌کنند. توپخانه مدرن همچنین به وسایل نقلیه چرخ‌دار و زنجیری با قابلیت استقرار سریع و مهمات دقیق و توانایی هدف قرار دادن اهداف در بردهای بین ۱۵ تا ۳۰ کیلومتر پیشرفت کرده است.